# Vicus Iugarius
Vicus Iugarius (italienska: Vico Jugario) är en antik gata i Rom. Den började vid Lacus Servilius mellan Saturnustemplet och Basilica Iulia på Forum Romanum, löpte genom Tiberiusbågen och fortsatte längs med Capitolium för att sluta vid Porta Carmentalis i Serviusmuren, i närheten av Forum Holitorium.
Enligt en teori är Vicus Iugarius uppkallad efter Iuno Iuga, det vill säga Juno äktenskapsgudinnan (jämför latinets iugo, ”förbinda”, ”förena i äktenskap”). Enligt en annan teori kommer iugarius av iugum, ”ok”, och då särskilt för dragdjur. Detta innebär att Vicus Iugarius då betyder ”okmakarnas gata”.
Dagens Vico Jugario löper mellan Piazza della Consolazione och Via del Teatro di Marcello.

## Karta
| Plan över Capitolium under antiken |
| --- |
| Capitolium Arx Forum Romanum Fori Imperiali Velabrum Jupitertemplet Tabularium Juno Monetas tempel Marcellusteatern Forum Holitorium Bellonatemplet Jupiter Feretrius tempel Veiovistemplet Auguraculum Iseum Jupiter Custos tempel Concordiatemplet Jupiter Conservators tempel Altare Tensarum Jupiter Tonans tempel Clivus Capitolinus Centus Gradus Porta Pandana Janustemplet Juno Sospitas tempel Spestemplet Augustustemplet Asylum Inter duos lucos Vicus Iugarius Marsfältet Dei Consentes portik Vespasianus- templet Concordiatemplet Tullianum Clivus Argentarius Venus Erycinas tempel Bona Mens tempel Fidestemplet Opstemplet Scipio Africanus båge Saturnustemplet Basilica Iulia |